# Pacifigorgia firma
Pacifigorgia firma is een zachte koraalsoort uit de familie Gorgoniidae. De koraalsoort komt uit het geslacht Pacifigorgia. Pacifigorgia firma werd in 2003 voor het eerst wetenschappelijk beschreven door Breedy & Guzman. 